# Hayden Tinto
Hayden Tinto (31 agosto 1985) è un calciatore trinidadiano, centrocampista del Joe Public e della Nazionale di calcio di Trinidad e Tobago.